# Gotarzes II
Gotarzes II (lub Godarzes, Godarz, part. gwrtz, gr. Γωτάρζης Gōtarzēs) – król Partów z dynastii Arsacydów panujący w latach 40–51 n.e.

## Objęcie tronu partyjskiego
Gotarzes jako władca Hyrkanii był sojusznikiem Artabanusa II i wspierał go w czasie rebelii z lat 35–36 n.e. uzurpatora Tiridatesa, wnuka Fraatesa IV, popieranego przez Rzym i zbuntowanych możnowładców partyjskich. Po śmierci Artabanusa II w 40 n.e. rozpoczął walkę o tron partyjski, popierany przez Hyrkanów i Dahów, z Wardanesem I synem Artabanusa II, który uciekł do Medii Atropatene.
Gotarzes został adoptowanym synem Artabanusa II, na co wskazuje występujący na monetach Gotarzesa tekst: "Gotarzes, Król Królów, Arsakes, zwany synem Artabanusa". Na odnalezionej na skałach w Bisotun w zachodnim Iranie, na terenie starożytnej Medii, Gotarzes jest nazwany synem Gewa. W przekazach starożytnych historyków Tacyta i Józefa Flawiusza jest wymieniany wyłącznie jako brat Wardanesa, natomiast o Wardanesie jest mowa wprost jako o synu Artabanusa II. Jednakże Gotarzes był uznawany za członka rodu Arsakidów, do których wyłącznie należało prawo do zasiadania na tronie partyjskim. Gdy chcący go obalić spiskowcy, zwrócili się do Rzymu z prośbą o pomoc w osadzeniu na tronie Meherdatesa, wnuka Fraatesa IV, stwierdzili, że nie sprzeciwiają się domowi Arsakidów, lecz "okrutnej" władzy Gotarzesa.

## Konflikt z Wardanesem
Po objęciu władzy Gotarzes zabił swego brata Atrabanusa (zapewne chodzi o syna Artabanusa II, który stanowił zagrożenie dla rządów Gotarzesa) i jego żonę wraz z dziećmi. Przeciwko rządom nowego władcy wystąpiła silna opozycja wpływowych rodów partyjskich, które wezwały Wardanesa do Seleucji nad Tygrysem. Błyskawiczne przybycie Wardanesa do Babilonii zaskoczyło Gotarzesa, który wycofał się na wschód w kierunku Baktrii. Po zdobyciu Seleucji w 41 n.e. Wardanes podążył za Gotarzesem, którego wsparły plemiona Hyrkanów i Dahów. Do ostatecznego starcia między przeciwnikami nie doszło, gdyż zawarto porozumienie skierowane przeciwko spiskowcom, którymi mogli być zwolennicy potomków Fraatesa IV. W wyniku ugody doszło do podziału władzy, przy czym Wardanes zachował pozycję dominującą jako król, a Gotarzes pozostał niezależnym władcą w Hyrkanii.
Konflikt między braćmi wybuchł na nowo w 45 n.e., gdy Wardanes zaatakował Gotarzesa, który bronił się przez dłuższy czas na linii rzeki Erindes (prawdopodobnie Atrek). Po bitwie nad Erindesem Gotarzes wycofał się na tereny kontrolowane przez Dahów a potem prawdopodobnie dalej do Chorezmu w środkowej Azji. Tacyt opisuje kolejne zwycięstwo odniesione nad rzeką Sindes, która oddzielała Dahów od Ariów, w rejonie do tej pory niekontrolowanym przez Partów, prawdopodobnie w dolnym odcinku Amu-darii lub Syr-darii, ewentualnie odnogi Amu-darii wpadającej do jeziora Sarykamyskiego.

## Uzurpacja Meherdatesa
W 46 n.e. Wardanes zginął zamordowany w czasie polowania w wyniku spisku. Spiskowcy wysłali w 47 n.e. do Rzymu poselstwo z prośbą o pomoc w osadzeniu na tronie przebywającego w Wiecznym Mieście Meherdatesa, syna Wononesa I i wnuka Fraatesa IV. W tym czasie Gotarzes zajął Ktezyfon i ponownie spotkał się z oporem silnej opozycji przywiązanej do potomków Fraatesa IV. W 49 n.e. kolejne poselstwo Partów w Rzymie spotkało się z pozytywną reakcją cesarza Klaudiusza, który wysłał Meherdatesa do Syrii i przydzielił mu wojska legata prowincji Gajusza Kasjusza Longinusa. Poparcia uzurpatorowi udzielił Abgarus władca Edessy, Izates władca Adiabeny oraz Karen przedstawiciel jednego z trzech najbardziej wpływowych rodów partyjskich. Do starcia doszło nad rzeką Karma w Kurdystanie. Wcześniej Gotarzes zdołał przekupstwem pozbawić uzurpatora wsparcia Abgarusa i Izatesa. W tej sytuacji osłabiona armia Meherdatesa doznała klęski a pojmany Meherdates został okaleczony przez pozbawienie uszu.
Wkrótce po zdławieniu buntu Gotarzes zmarł w 51 n.e. Według Tacyta śmierć nastąpiła w wyniku choroby, natomiast według Józefa Flawiusza w wyniku spisku, co jest bardziej prawdopodobne ze względu na to, że tron po nim objął Wonones II, brat Artabanusa II wywodzący się z Medii Atropatene, nie zaś ktoś wywodzący się z Hyrkanii.

### Źródła
- Józef Flawiusz: Dawne dzieje Izraela. Z języka greckiego przełożyli Zygmunt Kubiak i Jan Radożycki; wstęp Eugeniusz Dąbrowski, Witold Malej; komentarzem opatrzył Jan Radożycki. Oficyna Wydawnicza "Rytm", 1993. ISBN 83-85249-28-1.
- Tacyt: Roczniki.

### Opracowania
- Marek Jan Olbrycht: Imperium Parthicum. Kryzys i odbudowa państwa Arsakidów w pierwszej połowie pierwszego wieku po Chrystusie. Kraków: Towarzystwo Wydawnicze "Historia Iagellonica", 2013, s. 171–199, seria: Notos — Scripta Antiqua et Byzantina. ISBN 978-83-62261-63-5.
- Bogdan Składanek: Historia Persji. T. 1: Od czasów najdawniejszych do najazdu Arabów. Warszawa: Wydawnictwo Akademickie Dialog, 2004, s. 187–188. ISBN 83-88238-09-4.